# Yuri Yappa
Yuri Andreevich Yappa (en ruso: Юрий Андреевич Яппа; Leningrado, Unión Soviética, 21 de septiembre de 1927 - San Petersburgo, Rusia, 19 de agosto de 1998) fue un físico teórico soviético y ruso. Es conocido por sus publicaciones sobre física de partículas, teoría cuántica de campos, relatividad general, filosofía de la ciencia y por sus textos de posgrado sobre electrodinámica clásica y teoría de espinores. 

## Biografía

### Infancia y estudios
Yuri Yappa nació el 1 de septiembre de 1927 en Leningrado (Unión Soviética) en la familia del médico Andréi Yappa. En 1941, debido a la invasión alemana de la Unión Soviética y el Sitio de Leningrado tuvo que interrumpir su educación formal y empezar a trabajar. Durante todo el sitio de Leningrado trabajó en el hospital donde también trabajaba su padre. En 1944, fue galardonado con la Medalla por la Defensa de Leningrado. Paralelamente a su trabajo en el hospital, continuó su autoeducación, por lo que en 1944 aprobó los exámenes para todo el curso de la escuela y comenzó a estudiar en la Facultad de Física de la Universidad Estatal de San Petersburgo. 
Durante el invierno de 1944-1945, con algunos otros estudiantes alternó sus estudios con un trabajo como fogonero en la sala de calderas de la Universidad. Yuri Yappa también empezó a trabajar en el laboratorio de física molecular, pero más tarde, siguiendo el consejo de su director, Viktor Tsvetkov, se incorporó al departamento de física teórica.
En 1949 se graduó en la Universidad de Leningrado, luego continuó sus estudios de posgrado en la Cátedra de Física Teórica dirigida por Vladímir Fok. Desde entonces, Yuri Yappa fue el colaborador más cercano de Fock hasta la muerte de este último en 1974. 

### Carrera

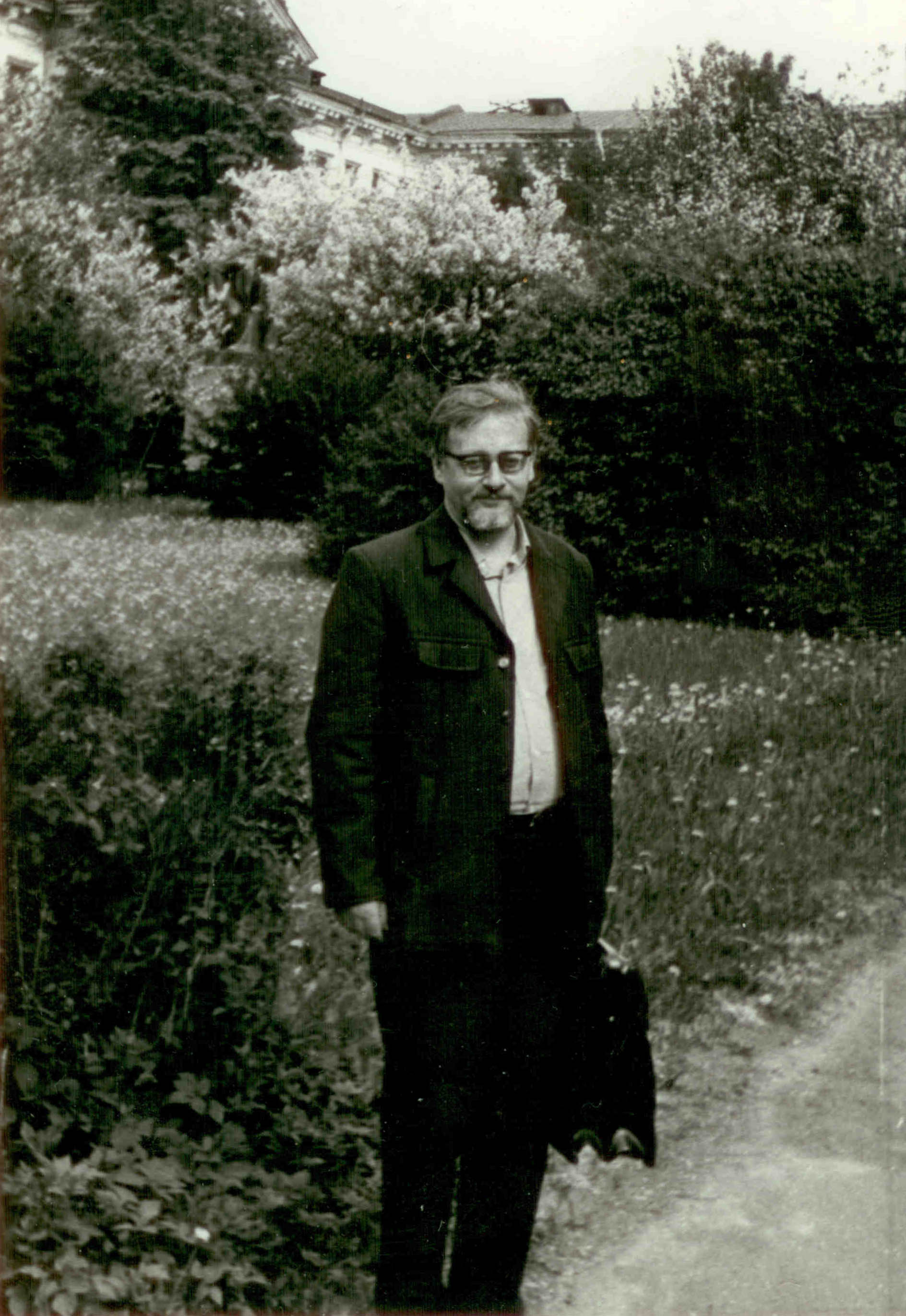
Yuri Yappa en 1984

En 1953, Yuri Yappa obtuvo su doctorado (en ruso: кандидат наук) con una tesis sobre la teoría relativista de las partículas elementales. Entre 1954 y 1956, dirigió un grupo de teóricos en el Instituto de Problemas Nucleares de la Academia de Ciencias Soviética en Dubna (óblast de Moscú). Su grupo trabajó en la teoría de partículas elementales y proporcionó una explicación teórica de los resultados experimentales sobre dispersión protón. En el mismo período también editó dos monografías colectivas en la serie «Problemas de la física moderna».
En 1956, el Instituto de Problemas Nucleares se unió con el Laboratorio Electrofísico de Vladímir Veksler en Dubná para formar el Instituto Conjunto de Investigación Nuclear, y Yuri Yappa continuó trabajando en esta nueva institución. Sin embargo, debido a circunstancias personales, tuvo que interrumpir su trabajo en Dubná y en 1957 comenzó a trabajar en la Cátedra de Física Teórica de la Facultad de Física de la Universidad de Leningrado. Después de la división de la cátedra, en las décadas de 1970 y 1990 continuó en la Cátedra de Teoría del Núcleo y Partículas elementales (actualmente la Cátedra de Altas Energías y Física de Partículas Elementales).
Yuri Yappa fue un científico investigador sénior (en ruso: старший научный сотрудник) desde 1956 y profesor asistente (en ruso: доцент) desde 1968. Publicó más de cuarenta artículos sobre teoría cuántica de campos, relatividad general, matemáticas y filosofía de la ciencia.
Yuri Yappa dirigió una serie de cursos teóricos en la Universidad de Leningrado, incluidos sus conocidos cursos de relatividad general, que le pasó Vladimir Fock en 1958, y de electrodinámica clásica, que sirvió de base a su libro de posgrado (coautor junto a Viktor Novozhilov) Electrodinámica, cuya edición revisada fue posteriormente publicada en inglés. Su texto de posgrado sobre la teoría de Espinor fue terminado por sus colegas de la Universidad y publicado póstumamente.

## Condecoraciones
|  | Medalla por la Defensa de Leningrado                                                            |
|  | Medalla Conmemorativa del 250.º Aniversario de Leningrado                                       |
|  | Medalla Conmemorativa del 40.º Aniversario de la Victoria en la Gran Guerra Patria de 1941-1945 |

## Trabajos publicados
Notaː todos ellos han sido traducidos al inglés pero no al español
- Novozhilov, Yu. V.; Yappa, Yu. A. (1986). Electrodynamics. Translated from Russian by V. I. Kisin (Revised edición). Moscow, Soviet Union: Mir Publishers.
- Levitskii, B. A.; Yappa, Yu. A. (1981). «Covariant generalization of Noether's theorems for fields with spin». Theoretical and Mathematical Physics 48 (2): 715-721. Bibcode:1981TMP....48..715L. S2CID 120581499. doi:10.1007/bf01019082.
- Levitskii, B. A.; Yappa, Yu. A. (1982). «Structure of the energy-momentum tensor and the spin tensor in a covariant theory of a spinor field». Theoretical and Mathematical Physics 53 (2): 1107-1113. Bibcode:1982TMP....53.1107L. S2CID 120962084. doi:10.1007/bf01016680.
- Yappa, Yu. A. (1987). «On the interpretation of anticommuting variables in the theory of superspace». Letters in Mathematical Physics 14 (2): 157-159. Bibcode:1987LMaPh..14..157Y. S2CID 120533337. doi:10.1007/bf00420306.
- Yappa Yu. A. (1988) "Notes on the Dirac equation in an N-dimensional space". Preprint DIJ 211/88. Dijon: University of Burgundy.